# Paragymnopleurus ambiguus
Paragymnopleurus ambiguus är en skalbaggsart som beskrevs av Emile Janssens 1945. Paragymnopleurus ambiguus ingår i släktet Paragymnopleurus och familjen bladhorningar. Inga underarter finns listade i Catalogue of Life.